# Климентьев, Андрей Анатольевич
Андрей Анатольевич Климентьев (р. 22 августа 1954) — российский предприниматель, общественный деятель, политик, несостоявшийся мэр Нижнего Новгорода в 1998 году.
Знакомый и бывший друг, соратник российского политика Бориса Немцова. Друзья поссорились после того, как Борис Немцов инициировал, по словам Андрея Климентьева, уголовное дело против него по обвинению в хищении $18 млн кредитных средств.

## Биография
Родился 22 августа 1954 года в городе Горьком. После окончания школы поступил на автомобильный факультет Горьковского политехнического института, но на 5-м курсе бросил учёбу.
В 1982 году вместе с двумя братьями был обвинён в распространении порнографической видеопродукции (Эммануэ́ль) (ст. 228 УК РСФСР) и «приготовлении к мошенничеству в особо крупных размерах» (ст. 15-147). Климентьев был приговорён к наказанию в виде 3+5 лет (полное сложение) лишения свободы. В 1989 году он освободился и начал заниматься бизнесом. В 1999 году Верховный суд признал приговор незаконным, в 2000 году господин Климентьев получил за него 72 тысячи рублей компенсации. Стал главой попечительского совета Фонда помощи заключённым. В 1990-х годах он владел ночным клубом, несколькими супермаркетами, а также контрольным пакетом акций (73 процента) Навашинского судостроительного завода.
В сентябре — октябре 1993 года активно поддержал указ президента Ельцина № 1400, выступив против Верховного Совета РФ. По информации «Коммерсантъ», осенью 1993 года профинансировал предвыборные кампании Бориса Немцова в Совет Федерации и Татьяны Черторицкой — в Госдуму, потратив около 100 млн рублей.
Климентьев был знаком с Борисом Немцовым с 1980 года, будучи его другом до середины 1990-х годов. В 1993 году с помощью Немцова государственному предприятию «Навашинский судостроительный завод» (директор А. С. Кисляков) удалось получить государственный кредит в 30 млн долларов, часть которого была впоследствии расхищена. По решению Верховного суда, сумма хищения равна 48 тысячам долларов на двоих (Кисляков и Климентьев). 17 октября 1995 года арестован в Ташкенте нижегородским следователем Л. В. Денисовым, то есть распространили деятельность российской прокуратуры на территорию Узбекистана аналогично делу Развозжаева. Находясь в СИЗО, Климентьев дважды баллотировался в депутаты: в 1995 году — в Госдуму и в 1996 году — в городскую думу Нижнего Новгорода. 21 апреля 1997 года, обвиняемый по 6 статьям УК РФ, был признан виновным по ст. 160 ч. 3 УК РФ («Хищение чужого имущества»), приговорён к тюремному заключению на срок в 1 год 6 месяцев и 4 дня, освобождён из-под стражи в зале суда в связи с тем, что уже отсидел этот срок в СИЗО.
В ходе судебного процесса Климентьев обвинял Немцова в получении и вымогательстве взяток. Так, по его словам, Немцов просил его заплатить американскому Bank of New York долг в 2 млн долларов за банк «Нижегородец», куда ранее представитель «Бэнк оф Нью-Йорк» Наталья Гурфинкель-Кагаловская перевела деньги (что было объявлено ошибочным переводом). При этом Немцов хотел получить 400 тысяч долларов от возвращаемой суммы. Впоследствии Немцову пришлось обратиться к директору нижегородского государственного предприятия «Нижполиграф», убедив того заложить новое здание, не подлежавшее приватизации. Благодаря действиям Анатолия Чубайса, бывшего тогда главой Госкомимущества, сделка была осуществлена. Кредит не был возвращён, и здание перешло Инкомбанку.
Кроме того, как заявил Климентьев, Немцов рассчитывал получить 800 тысяч долларов за помощь судостроительному заводу в получении кредита. Климентьев рассказал, что вопрос о выделении кредита обсуждался на даче у Егора Гайдара вместе с Немцовым, министром финансов Борисом Фёдоровым, его заместителем Андреем Вавиловым и Евгением Крестьяниновым (председатель законодательного собрания Нижегородской области). Сам Немцов не отрицал факт встречи на даче Гайдара, однако обвинения Климентьева назвал клеветой.
29 марта 1998 года избран мэром Нижнего Новгорода, получив 34 % голосов, однако 1 апреля выборы были признаны недействительными. 30 марта 1998 года ходатайство прокурора Шевелёва об аресте Климентьева было отклонено, а 2 апреля 1998 года, также по ходатайству прокурора, был арестован и 27 мая приговорён к шести годам лишения свободы с конфискацией имущества. Отбывал наказание в колонии № 9 (Дзержинск). В 1999 году был переведён на поселение после четырёх решений суда. 3 октября 2000 года освобождён условно-досрочно из колонии-поселения Гидаево Кировской области.
В 2001 году принял участие в выборах губернатора Нижегородской области, заняв пятое место. Полномочный представитель президента в Приволжском федеральном округе Сергей Кириенко перед выборами заявил: «Я уйду в отставку, если Климентьев победит на выборах». В ходе предвыборной кампании Климентьев подвергся сильному информационному давлению: в городе появлялись плакаты с изображениями проституток, бандитов и гомосексуалистов, призывающих голосовать за Климентьева. Во время выборов у Климентьева забрали пятилетнего ребёнка, а после выборов вернули. В процедуре выборов и изъятия ребёнка участвовали родная мать ребёнка, бывшая жена Климентьева — Оксана Геннадьевна Малкина. По мнению Климентьева, операцией руководили Сергей Кириенко, Любовь Глебова и московский галерист Марат Гельман. Осенью 2002 года Климентьев баллотировался на выборах нижегородского мэра, однако он был снят с выборов за 30 минут до дня голосования Нижегородским районным судом судьёй Вавилычевой, которая после данного решения ушла на повышение в областной суд. Отец Вавилычевой — председатель Советского районного суда. В 2003 году Климентьев баллотировался в Государственную думу по Канавинскому округу, но был снят по иску Дениса Горбушина по причине недостоверности собранных подписей. После проверки Генеральной прокуратуры установлено, что листы с подписями полностью заменены в Избирательной комиссии Канавинского района города Нижнего Новгорода.
В январе 2006 года Климентьев был арестован по обвинению в «грабеже, путём обмолота» (161 ст. часть 3 УК РФ), в обвинительном заключении, которое в результате судебного заседания куда-то потерялось, было указано, что он приказал своим работникам (Климентьев тогда возглавлял агрофирму «Пермеево») собрать пшеницу с чужого поля. Бизнесмен пытался доказать свою невиновность, утверждая, что и поле и урожай на нем — это его собственность, а «грабить путём обмолота» он вообще не мог, потому что предмет хищения в этом случае отсутствует, тем не менее в 2007 году он был признан виновным в мошенничестве и приговорён к двум с половиной годам лишения свободы (год, проведённый в СИЗО включили в этот срок).
Находясь в заключении, Климентьев написал автобиографию «Между властью и тюрьмой». В январе 2009 года суд снизил Климентьеву срок заключения на два месяца. Впоследствии Областной суд Нижегородской области без протеста прокурора отменил снижение срока судом первой инстанции (также, как в деле Рокотова в 1960-е годы).
Брат Александр проживает в Нижнем Новгороде. У него есть семья и 2 дочки: Елизавета и Варвара.
Второй брат Андрея, Сергей Климентьев скончался 19 января 2014 года.